# Wang Yi (Dinastia Han)
|  | Per altres persones anomenades igual, vegeu Wang Yi. |

En aquest nom xinès, el cognom és Wang.
Wang Yi va ser l'esposa de Zhao Ang, durant l'era tardana de la Dinastia Han Oriental, alineada amb la facció que més tard es convertiria en Cao Wei. Ella és coneguda per unir-se a la lluita del seu marit contra Ma Chao. Històricament, és l'única dona de la que s'ha registrat efectivament d'haver combatut en batalla durant el període inicial dels Tres Regnes.

## Família
La següent llista conté membres familiars de Wang Yi:
- Marit: Zhao Ang, es va revoltar contra Ma Chao per petició de la seva esposa.
- Fill:
  - Zhao Yue, un oficial en l'exèrcit de Ma Chao que va ser executat com a represàlia per la rebel·lió del seu pare.[2]
  - Zhao Ying, una filla.[3]

## En la ficció
Ella apareix breument al Romanç dels Tres Regnes sota el nom de la Dama Wang (王氏). El relat descriu al fill de Wang Yi, Zhao Yue, com un membre de l'exèrcit de Ma Chao. Wei Kang, el senyor de Zhao Ang (el marit de Wang Yi), havia estat mort per Ma Chao i el criat volia venjar-se d'ell. Això no obstant, la presència del seu fill en l'exèrcit de Ma Chao el fa aturar-se i haver de consultar a la seva esposa sobre la situació. La Dama Wang el reprèn per la seva vacil·lació i insisteix que ell hauria de romandre fidel a les seves obligacions de venjar al seu senyor. Ella arriba fins i tot amenaçar-lo de suïcidar-se si Zhao Ang paralitzava l'atac causa del seu fill. Ma Chao més tard buscaria venjança per les seves baixes, massacrant a diversos homes, dones i nens de la zona. La Dama Wang va ser l'única supervivent, ja que ella va fugir amb el seu marit.